# Villamalea
Villamalea – gmina w Hiszpanii, w prowincji Albacete, w Kastylii-La Mancha, o powierzchni 127,99 km². W 2011 roku gmina liczyła 4164 mieszkańców.